# Your Sister's Sister
Your Sister's Sister és una comèdia dramàtica estatunidenca escrita i dirigida per Lynn Shelton i protagonitzada per Emily Blunt, Rosemarie DeWitt i Mark Duplas. Es va estrenar el 2011 en el Toronto International Film Festival.

## Argument
En Jack (Mark Duplass) que encara es troba molt afectat per la mort del seu germà fa un any accepta la invitació de la seva amiga Iris (Emily Blunt), exnovia del difunt, per pasar uns dies a un refugi de muntanya de la família. El que no sap és que la Hanna (Rosemarie DeWitt), germana de l'Iris, també hi ha anat a passar uns dies per refer-se d'un recent trencament. Aquesta trobada desencadenarà una sèrie de situacions inesperades.

## Repartiment
- Emily Blunt: Iris
- Rosemarie DeWitt: Hannah
- Mark Duplass: Jack
- Mike Birbiglia: Al

## Al voltant de la pel·lícula
La realitzadora Lynn Shelton formada en el cinema experimental ja havia col·laborat amb Mark Duplass com a actor en la seva anterior pel·lícula Humpday (2009), en aquesta ocasió explora amb subtilesa el triangle de relacions entre en Jack i les dues germanes Iris i Hannah. El film té una trama senzilla però amb girs que sense deixar de ser creïbles ens poden agafar desprevinguts, amb diàlegs realistes i emotius. El rodatge es va fer durant dotze dies a San Juan Islands, arxipèlag que forma part de l'estat de Washington. Your Sister's Sister va rebre crítiques positives. Basat en 134 comentaris recollits per Rotten Tomatoes, la pel·lícula té un 83% d'aprovació, amb una puntuació mitjana de 7 sobre 10.
La pel·lícula va obtenir el premi al millor repartiment en els Gotham Independent Film Award 2012 Rosemarie DeWitt va ser nominada al Premi Independent Spirit a la millor actriu secundària 2012.